# Anaclet Mwumvaneza
Anaclet Mwumvaneza (ur. 4 grudnia 1956 w Murambi) – rwandyjski duchowny katolicki, biskup Nyundo od 2016.

## Życiorys
Święcenia kapłańskie otrzymał 25 lipca 1991 i inkardynowany został do archidiecezji Kigali. Przez wiele lat pracował jako duszpasterz parafialny. W 2005 został dyrektorem diecezjalnej Caritas, a w 2013 objął funkcję krajowego sekretarza generalnego tej organizacji.
11 marca 2016 papież Franciszek mianował go ordynariuszem diecezji Nyundo. Sakry udzielił mu 21 maja 2016 jego poprzednik - biskup Alexis Habiyambere.